# Baaora apicimaculata
Baaora apicimaculata är en insektsart som beskrevs av Huang och Zhang 2006. Baaora apicimaculata ingår i släktet Baaora och familjen dvärgstritar. Inga underarter finns listade i Catalogue of Life.